# Drosophila mangabeirai
Drosophila mangabeirai este o specie de muște din genul Drosophila, familia Drosophilidae, descrisă de Malogolowkin în anul 1951. Conform Catalogue of Life specia Drosophila mangabeirai nu are subspecii cunoscute.